# Cathédrale Notre-Dame-de-la-Sède de Saint-Lizier
Pour les articles homonymes, voir Cathédrale Notre-Dame-de-la-Sède.
La cathédrale Notre-Dame-de-la-Sède est une cathédrale catholique romaine, située à Saint-Lizier en Ariège. Elle ne doit pas être confondue avec la cathédrale Saint-Lizier sise dans la même ville, et qui a également le titre de cathédrale.
Saint-Lizier, actuellement peu peuplée, fut du IVe au XIXe siècle le siège de l'évêché du Couserans. Le diocèse est aboli par le concordat de 1801.
C'est aujourd'hui une ancienne cathédrale, n'accueillant plus de cérémonies religieuses et étant partie intégrante du musée départemental du Palais des évêques de Saint-Lizier.
Par arrêté du 18 juillet 1994, la cathédrale est classée au titre des monuments historiques.

## Histoire

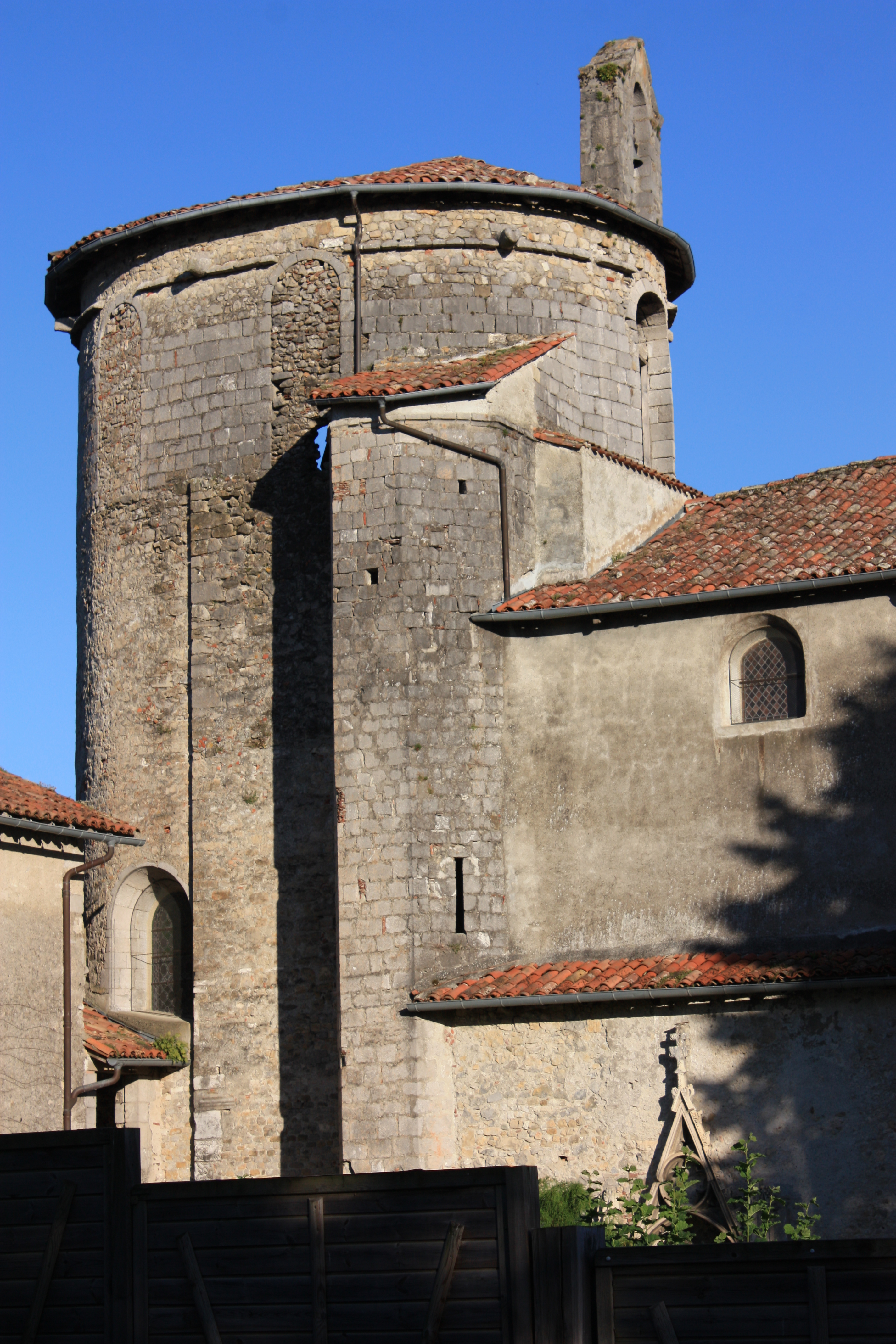
Le clocher-tour.

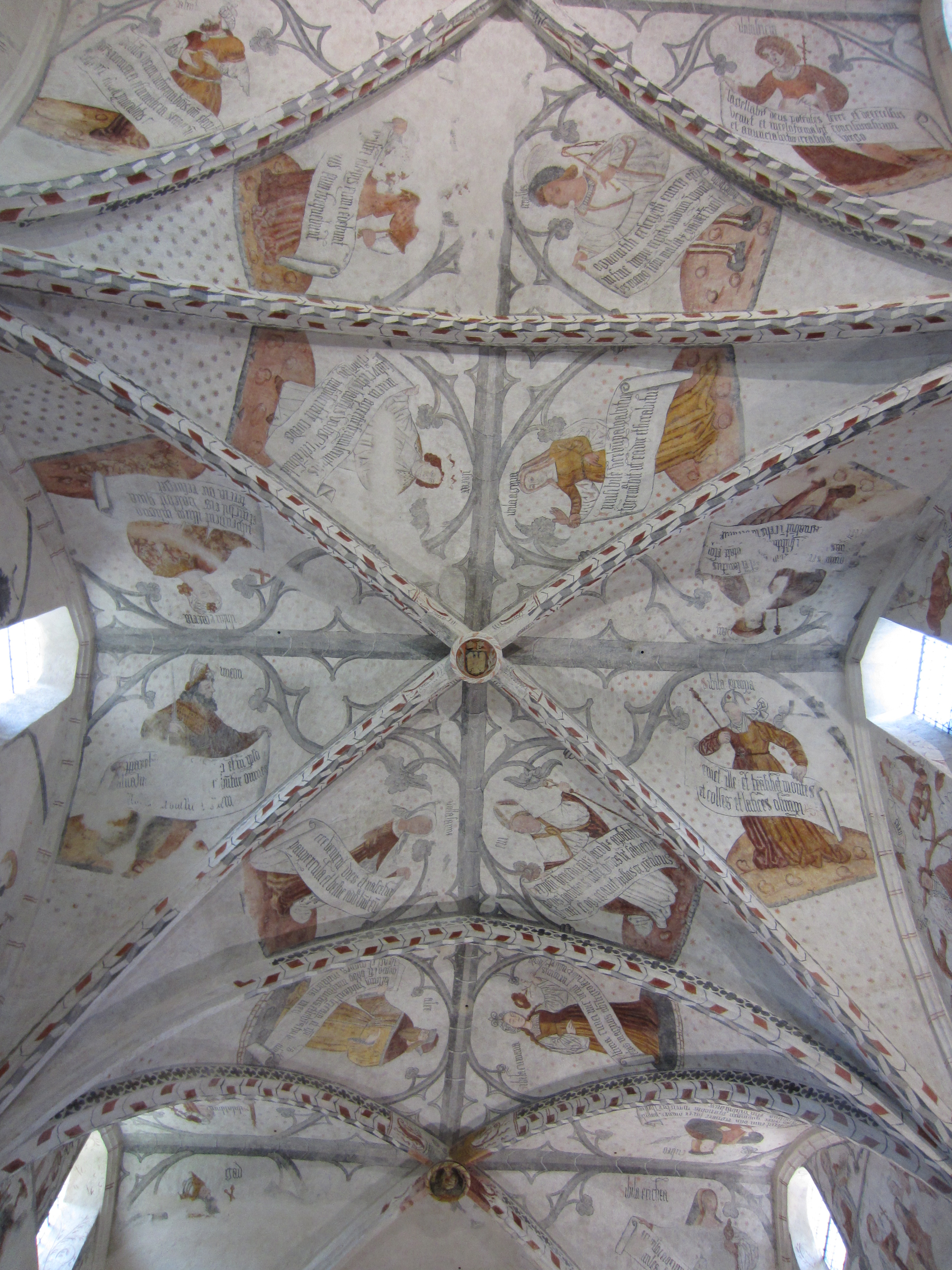
Peintures de la voûte (fin du XVe siècle).

La cathédrale Notre-Dame-de-la-Sède a été bâtie sur les hauteurs de Saint-Lizier dès la fin du XIe siècle, dans un style roman très simple de nef unique. Son mur sud prend appui sur le rempart romain du Bas-Empire, ce qui vaut à l'édifice un plan « tordu ».
Au XIIe siècle sont construits un cloître de tradition romane (aujourd'hui disparu mais certainement similaire au cloître de la cathédrale Saint-Lizier) et une salle capitulaire voûtée ouvrant sur le cloître.
Au XIVe siècle, la voûte de la cathédrale est rehaussée et atteint sa hauteur actuelle. Les trois chapelles latérales sont ajoutées également à cette époque-là. 
Des décors muraux successifs ont été réalisés sur les murs et les voûtes de l'édifice depuis sa construction jusqu'au XIXe siècle.
Au début des années 1990, des traces de peintures anciennes sont découvertes dans la cathédrale lors de la restauration de boiseries. Deux campagnes de restauration successives (2003-2004 et 2009-2010) ont depuis permis de mettre au jour un ensemble monumental de peintures murales d'époque Renaissance. Ce décor avait été commandé par Jean d'Aule, évêque du Couserans de 1475 à 1515.
La cathédrale, classée au titre des monuments historiques en 1994, n'accueille plus de cérémonies religieuses, à de rares exceptions près, notamment pour la messe de l'assomption du 15 août.  Elle se visite aujourd'hui dans le cadre du musée départemental de l'Ariège au palais des Évêques de Saint-Lizier.

## Description
Selon une description faite en 1983, la cathédrale Notre-Dame de la Sède est un édifice présentant une architecture simple et dépouillée :

### Architecture extérieure
- Forme et Structure : La cathédrale est construite en nef unique sans transept, avec une forme globale de parallélépipède couvert d'un toit de tuiles à double pente. Elle est prolongée à l'est par une abside semi-circulaire.
- L'abside est l'une des parties les plus anciennes de l'édifice, construite en petit appareil de pierre calcaire grise typique de l'époque romane. Elle est éclairée par trois ouvertures en plein cintre.
- Des surélévations ont été ajoutées sous l'épiscopat de Bernard de Marmiesse au XVIIe siècle, formant une salle ovale avec six grandes ouvertures en plein cintre, surmontée d'un toit de tuiles et d'un campanile.
- La nef, longue de 21 mètres et large de 9 mètres, est éclairée par six ouvertures. Elle est renforcée par des contreforts massifs et des chapelles latérales au sud.
- L'entrée principale se fait par un portail nord, avec une porte sous une archivolte en arc brisé, décorée de chapiteaux sculptés de feuillages et de têtes humaines.

### Intérieur
- La nef est divisée en trois travées avec des croisées d'ogives reposant sur des chapiteaux cylindriques. Les chapiteaux portent des sculptures variées, dont des armes épiscopales et des scènes profanes.
- Les voûtes sont décorées de nervures en briques rouges et de clefs de voûte peintes, représentant des blasons et des scènes religieuses. Les chapelles latérales sont voûtées en ogive avec des nervures formant des liernes et tiercerons.
- Les peintures intérieures, réalisées au XIXe siècle, incluent une couronne dorée dans une abside, entourée de têtes d'angelots sur un fond de ciel bleu clair.

Sur les peintures de la voûte sont représentés les fils de Jacob et des sibylles (12 hommes et 12 femmes) tenant des manuscrits où sont écrites des phrases en latin indiquant la venue du Sauveur.
L'orgue, les peintures, les deux vantaux sont référencés dans la base Palissy (voir les notices liées).

## Galerie

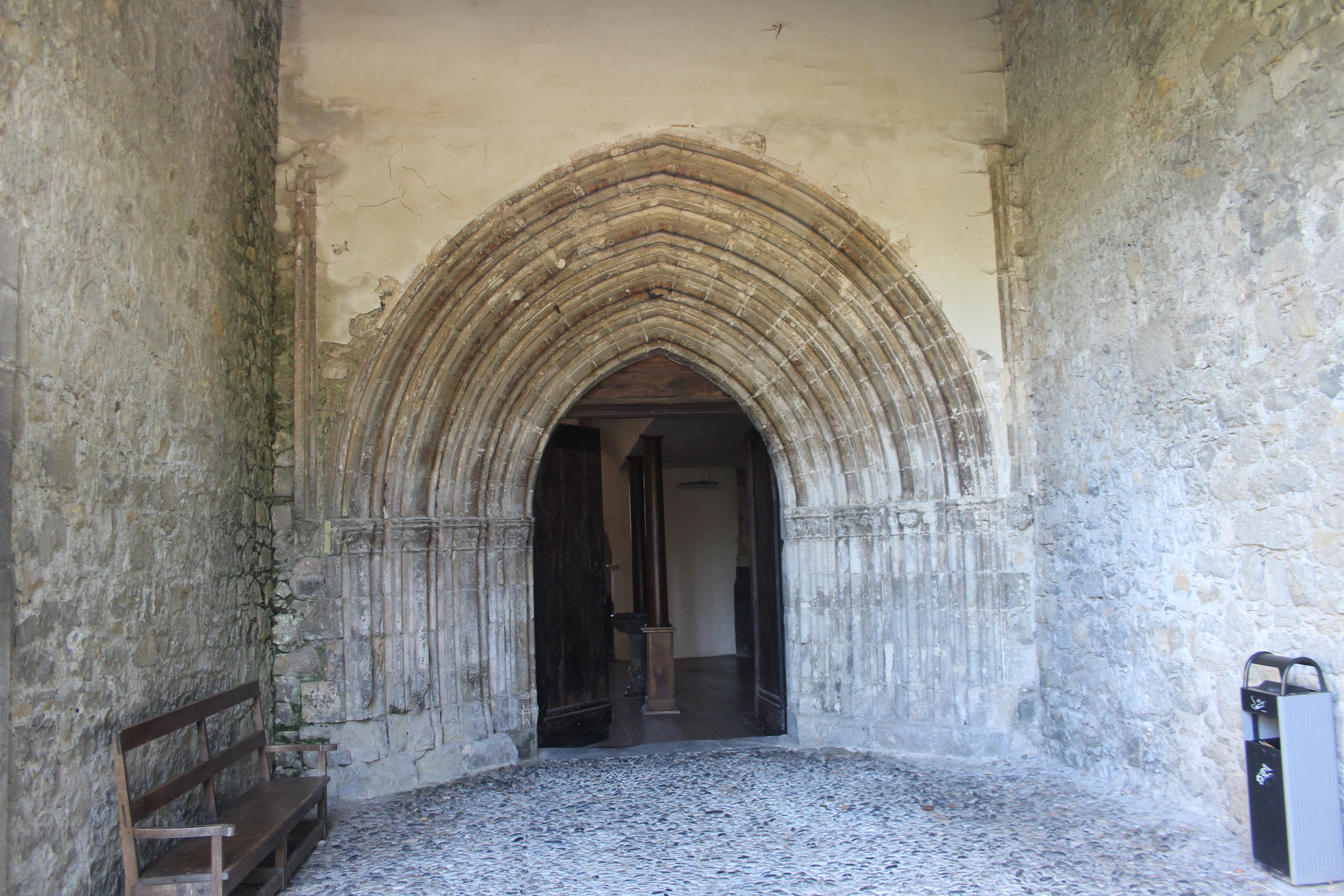
Portail du XIVe siècle.
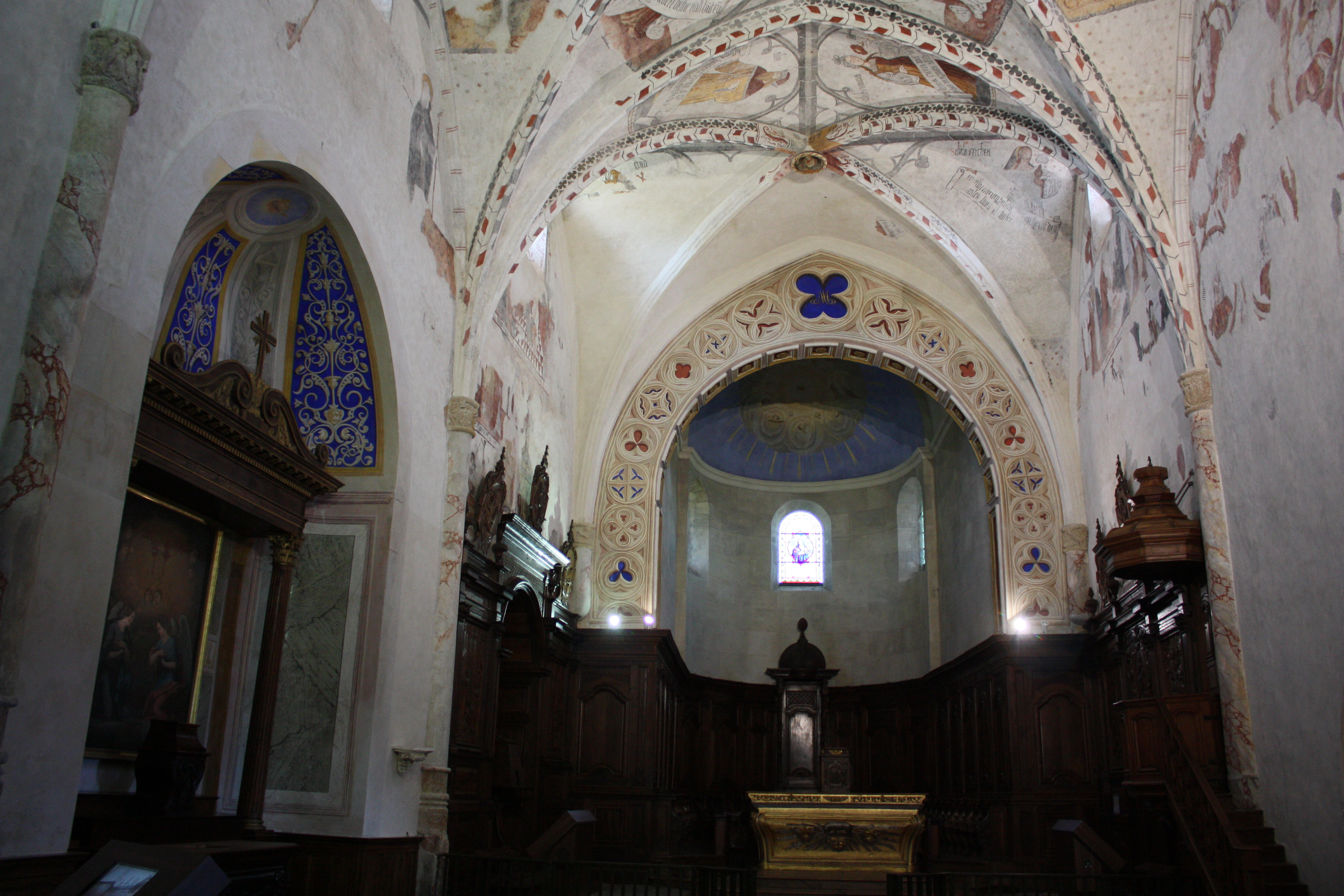
Le chœur. À gauche, une chapelle dédiée aux Sacré-Cœur de Jésus et au Cœur Immaculé de Marie. À droite, la chaire.
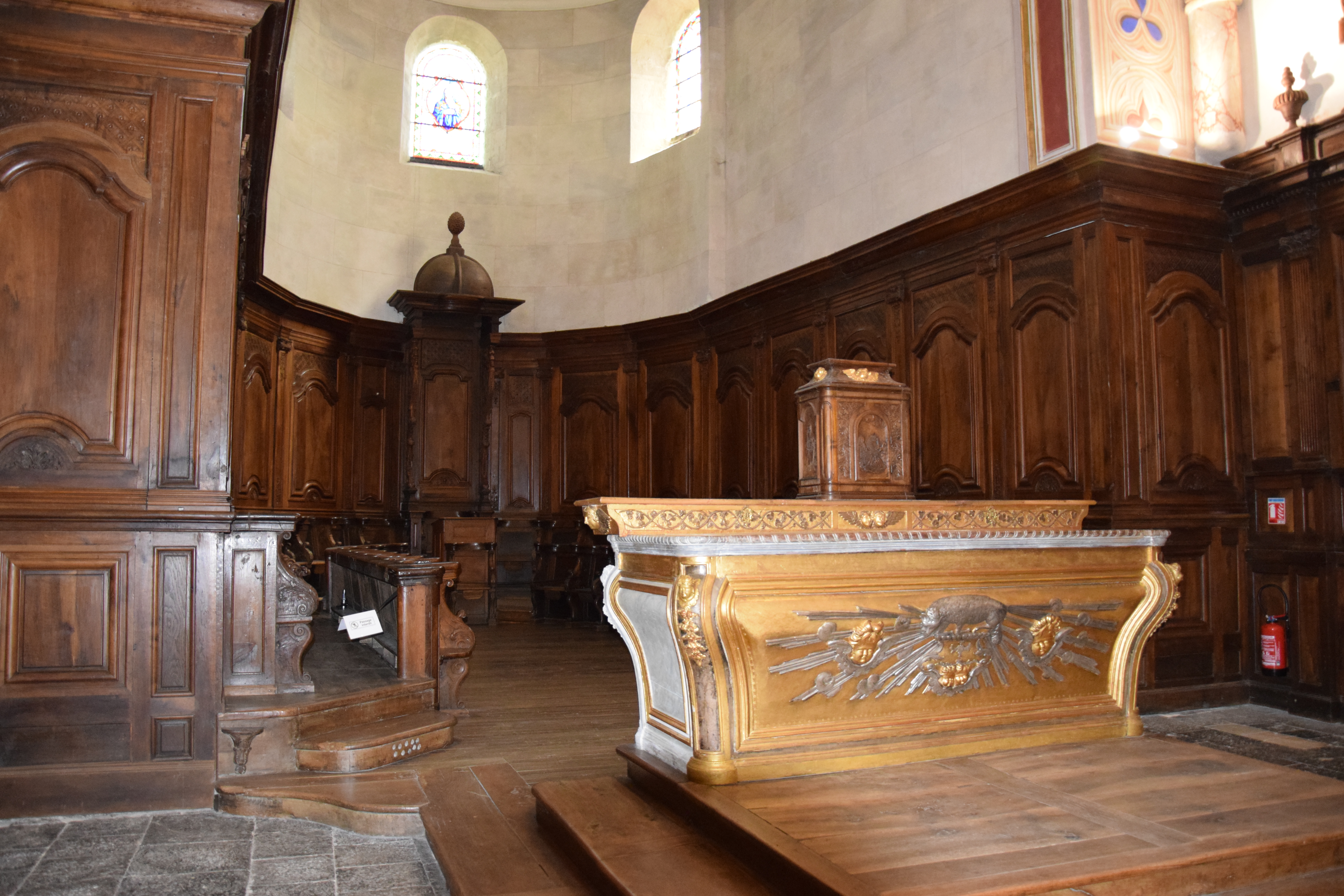
L'autel.
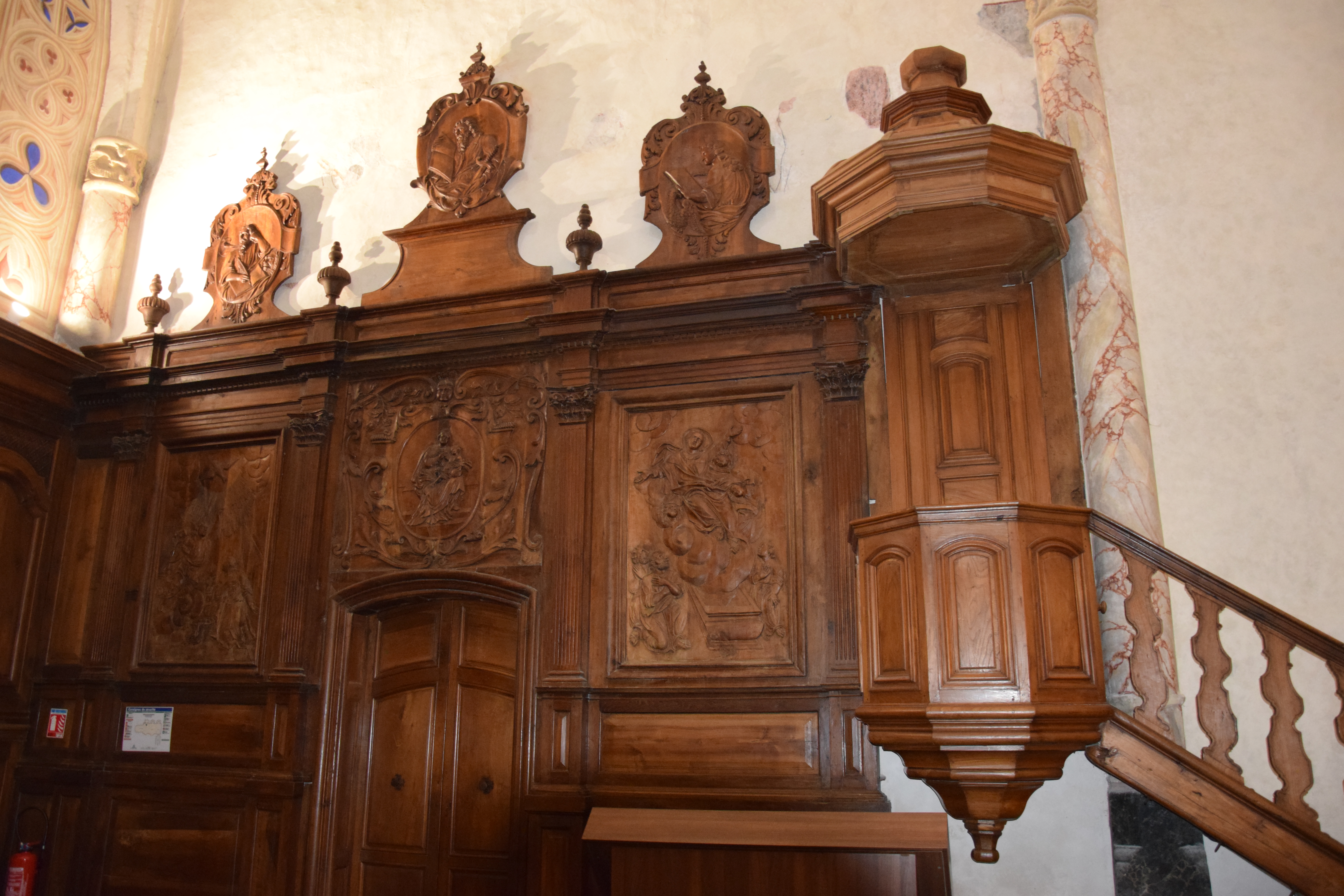
Les boiseries du chœur...
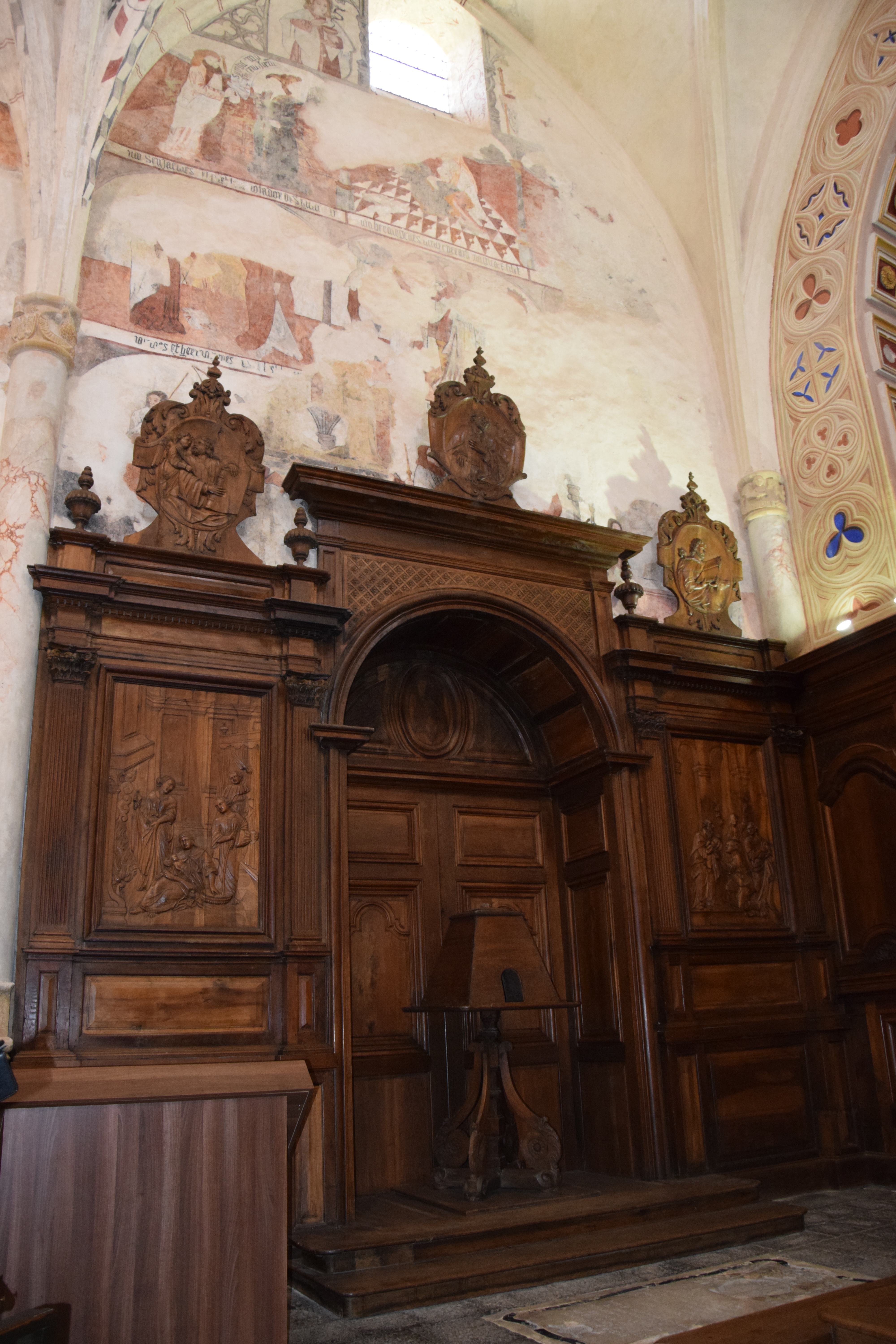
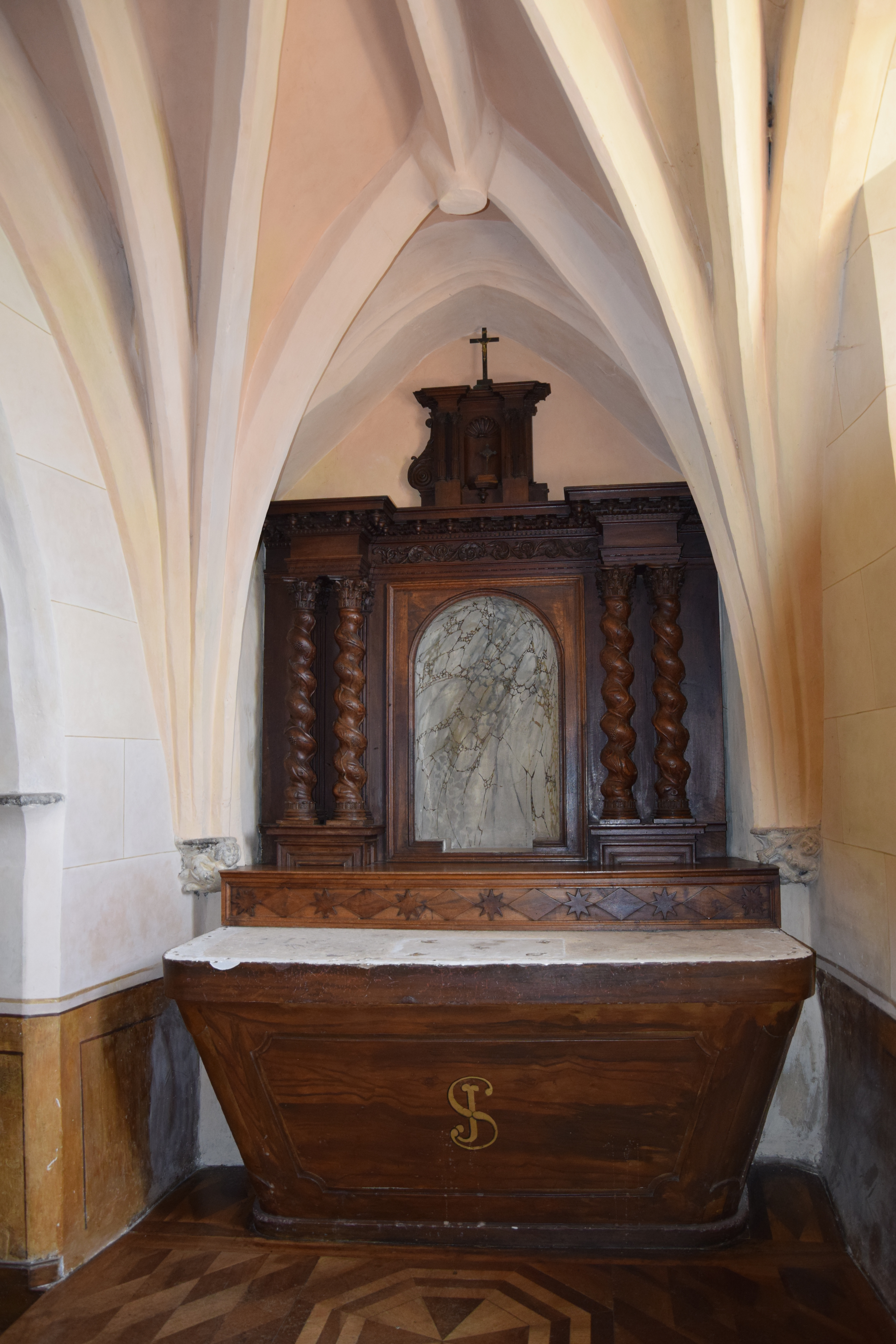
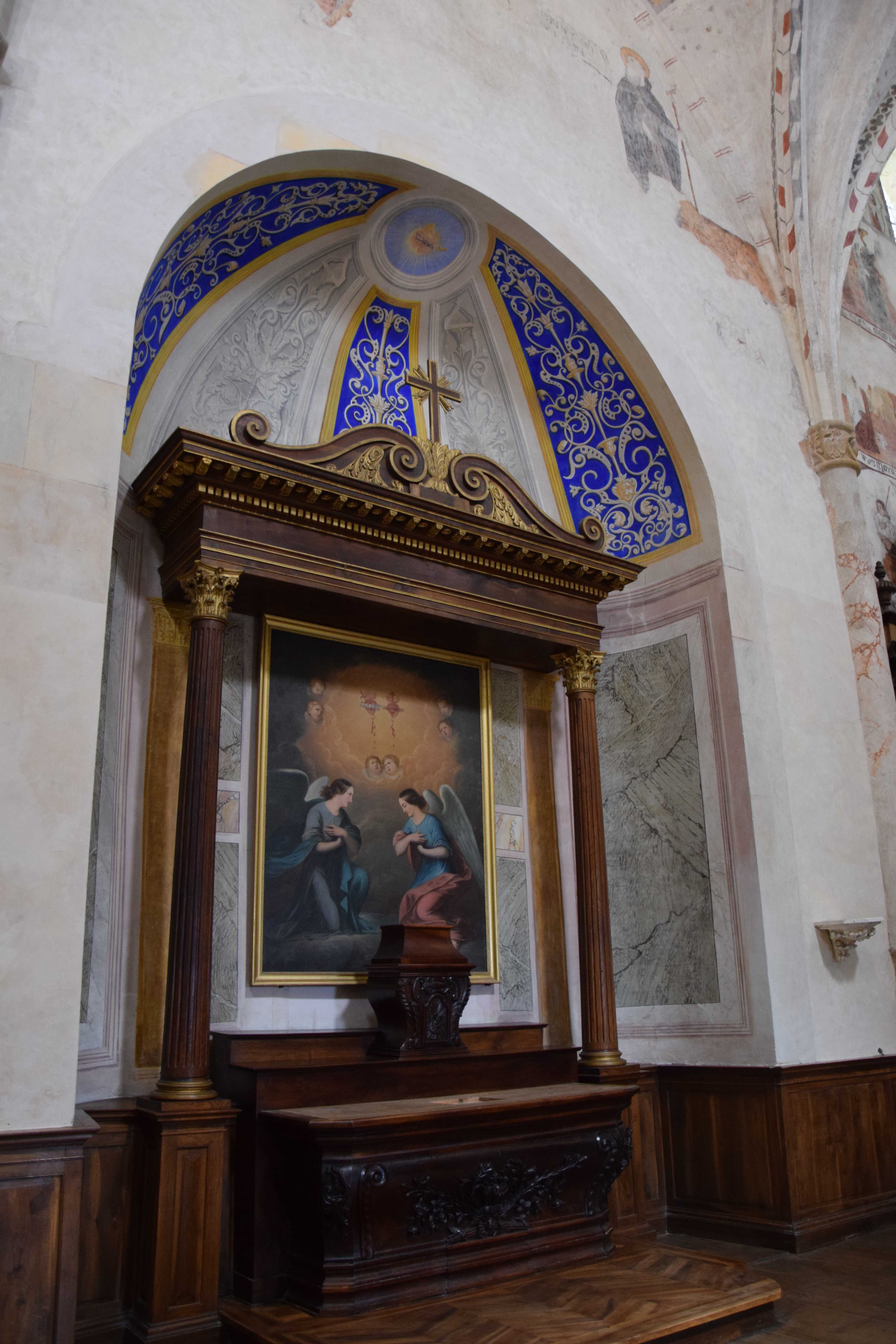
Chapelle des Cœurs de Jésus et de Marie.
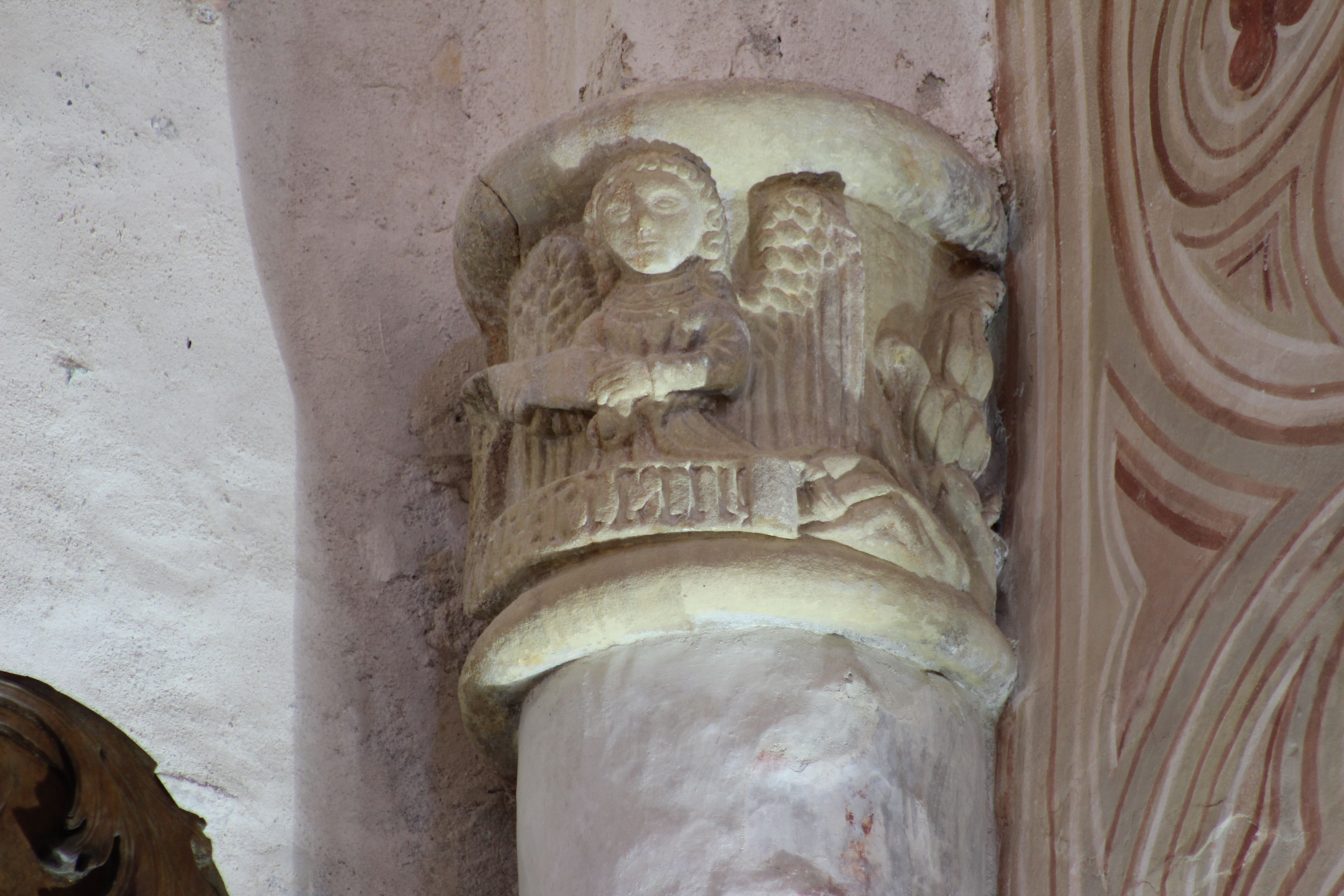
Chapiteau du XIVe siècle sur les colonnes ayant permis de rehausser l'édifice primitif du XIe siècle, représentant un ange, symbole de saint Mathieu.
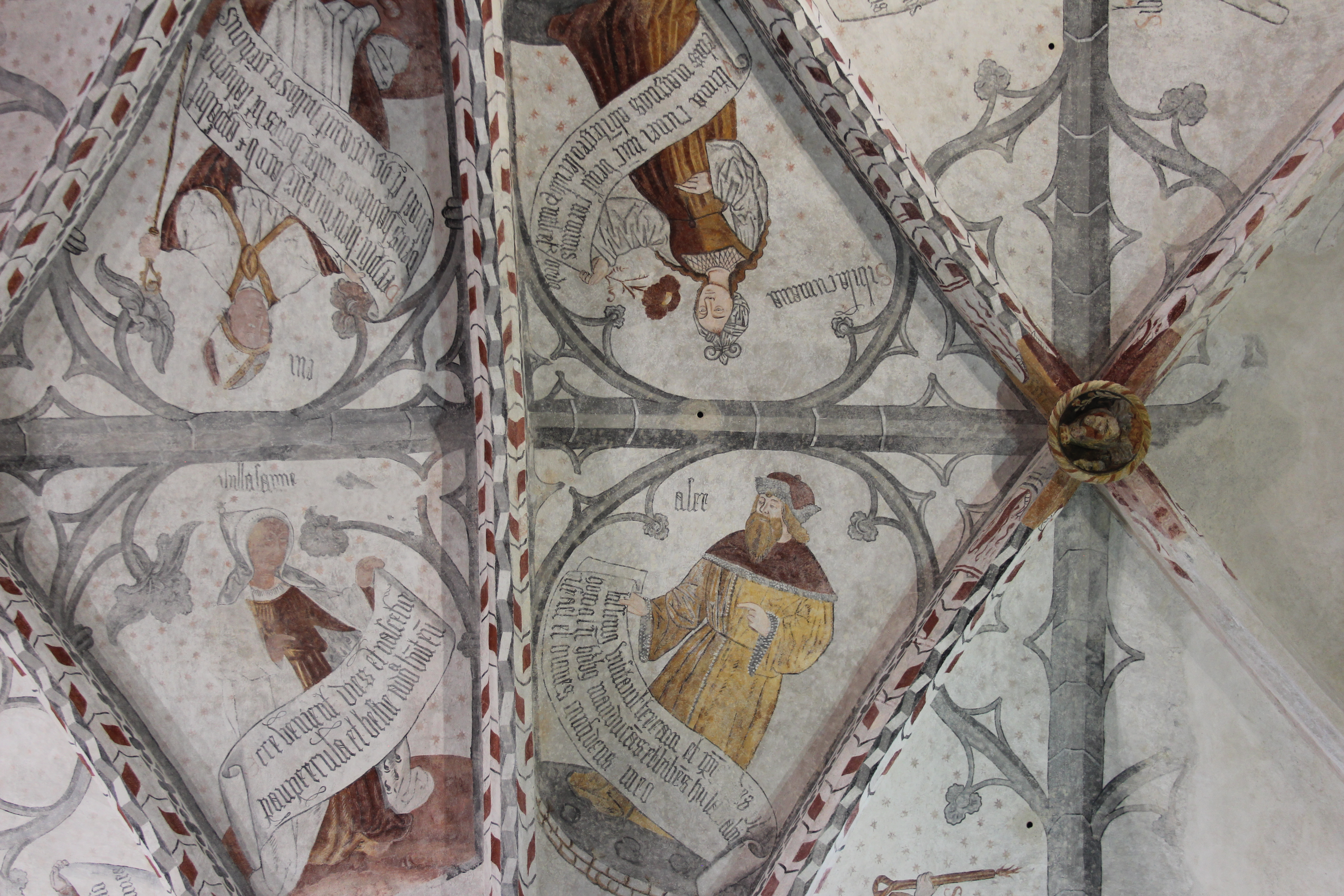
Détail de la voûte des sibylles (sibylles Rumana et Lanne), peintures murales de la fin du XVe siècle.
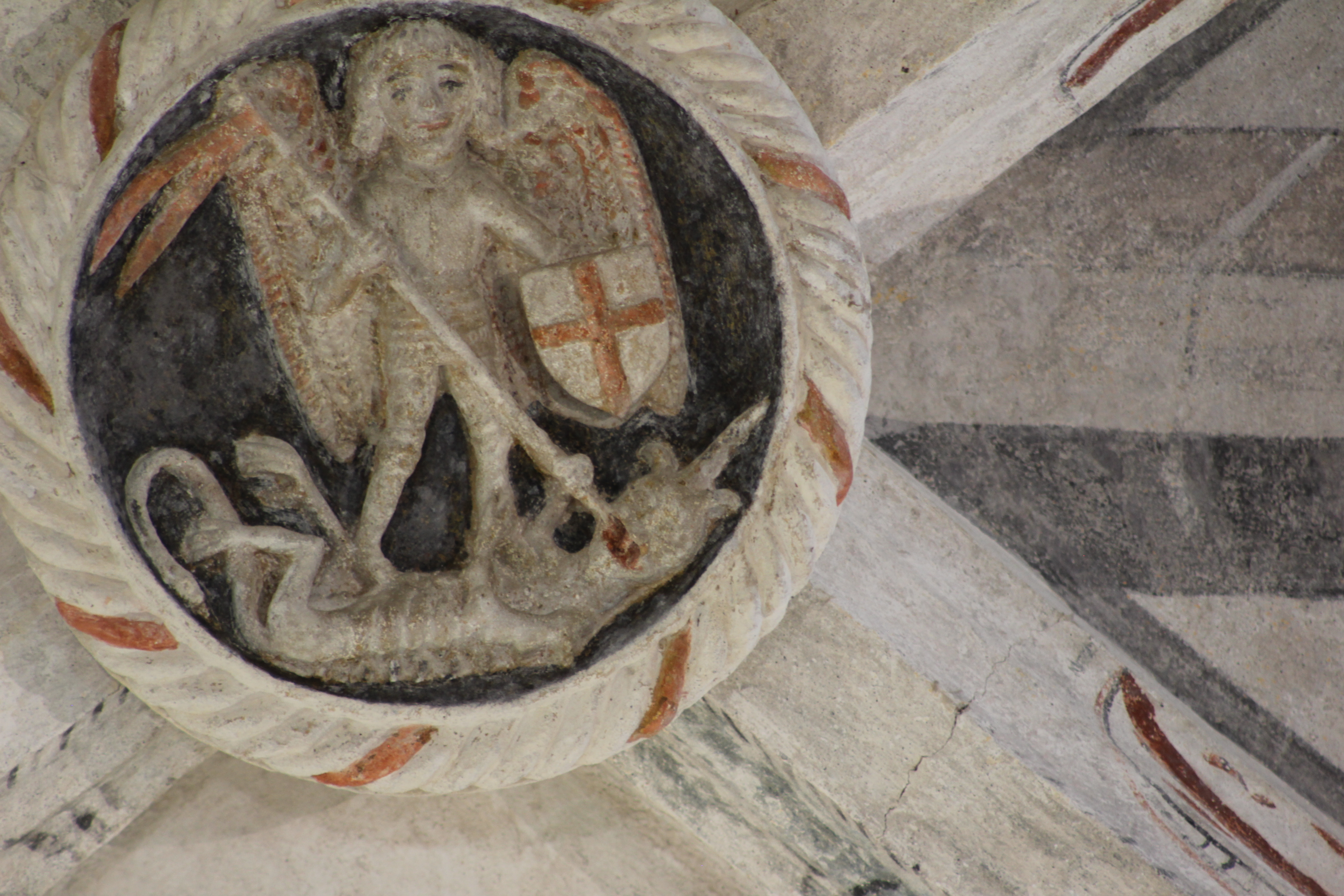
Clé de voûte représentant saint Michel terrassant le dragon.